# 개헌파
개헌파(修憲派)는 넓은 의미에서 "지속 가능한 기본법과 일국양제"를 지지하고 홍콩의 입헌민주주의 발전과 홍콩 국민의 자유와 인권을 보호하는 보편적 참정권 시스템의 실현을 위한 세력들을 말한다.
개헌파는 민주파 또는 본토파와의 차이로 인해 민주파 또는 본토파의 구성원이 아니다.

## 같이 보기
- 열혈공민
- 민주파, 본토파
- 친설립파